# Tvärbandad harvallaby
Tvärbandad harvallaby (Lagostrophus fasciatus) är den enda arten i släktet Lagostrophus som tillhör familjen kängurudjur. Djuret liknar arter i släktet harvallabyer (Lagorchestes) men är inte närmare släkt med dessa.

## Utseende
Arten är med en kroppslängd (huvud och bål) av 40 till 45 centimeter och en genomsnittlig vikt mellan 1,3 och 2 kilogram ett av de mindre kängurudjuren. Stora honor kan bli 2,5 kg tunga och stora hanar 3 kg. Därtill kommer svansen som är 35 till 40 cm lång. Den långa pälsen har en grå färg och på djurets rygg finns flera svarta band. På buken förekommer otydliga gula eller ljusgråa fläckar. Nosen är spetsig och saknar hår och öronen är små. Den långa svansen är helt täckt med päls. Som hos de flesta kängurudjuren är de bakre extremiteterna tydligt längre och kraftigare. Namnet "harvallaby" fick djuret på grund av att den liknar en hare med hoppande rörelser och en grop som viloplats.

## Utbredning och habitat
När européerna kom till Australien fanns arten i större delar av södra Western Australia och fossil hittades i flera andra regioner av kontinenten. På fastlandet iakttogs arten 1906 för sista gången och räknas där som utdöd. Idag förekommer tvärbandad harvally bara på de mindre öarna Bernier Island och Dorre Island som ligger framför Australiens västkust. Arten introducerades dessutom på Faure Island i samma region. Habitatet utgörs av områden med buskar.

## Ekologi
Arten är aktiv på natten. Honor av tvärbandad harvallaby lever i grupper, ibland ingår även en hane i flocken. Annars är hanar aggressiva mot varandra. På dagen sover individerna i tät undervegetation. När de letar efter föda skapar de stigar genom buskagen. Födan består av olika växtdelar som gräs, kvistar, bark och blommor.
Individerna parar sig tidigast vid två års ålder trots att de når könsmognaden efter ett år. Honor har vanligen en kull med ett ungdjur per år. Under goda förhållande kan de ha två kullar eller en kull med två ungar. Ungen stannar cirka sex månader i moderns pung (marsupium) och tre månader senare slutar honan med digivning. Ofta parar sig honan direkt efter den första ungens födelse och ägget vilar tills det första syskonet lämnar pungen.
Tvärbandad harvallaby kan bli sex år gammal.

## Hot
På fastlandet dog arten ut på grund av förstöringen av levnadsområdet genom skapandet av betesmarker och på grund av införandet av konkurrenter som harar eller fiender som rävar. Idag finns särskilda skyddsåtgärder för arten men populationen svankar. IUCN listar arten som sårbar (vulnerable).

## Systematik
Denna art skiljer sig tydligt från andra kängurudjur genom olikheter i tändernas struktur. Tvärbandad harvallaby betraktas som enda nu levande medlem av underfamiljen Sthenurinae som tidigare hade stor spridning.